# 2312 Duboshin
2312 Duboshin è un asteroide della fascia principale del diametro medio di circa 54,94 km. Scoperto nel 1976, presenta un'orbita caratterizzata da un semiasse maggiore pari a 3,9751767 UA e da un'eccentricità di 0,1460306, inclinata di 5,18692° rispetto all'eclittica.
L'asteroide è dedicato all'astronomo sovietico Georgij Nikolaevič Dubošin.